# Sammy Omollo
Samuel Omollo, communément appelée Pamzo, né le 30 mai 1970, est  un footballeur international kényan, ancien joueur des clubs du Kenya et de l'Inde,. Il est entraîneur de Shabana et un reporter de football à Radio Jambo FM émettant depuis Nairobi, spécialisée des émissions sportives, des talk-shows et de la musique africaine. 

## Biographie

### Vie privée et débuts
Sammy Omollo, né le 30 mai 1970 , il grandit dans le quartier de Park Road à Ngara d'où son surnom « Pamzo » . Il est le fils de Dishon Omollo et est capitaine des Harambee Stars.  
En 1989, il commence son parcours footballeur quand il entraine son école lors de la finale des matchs nationaux des écoles secondaires contre l'école de football Kisii dirigé par Henry Motego à Kakamega. L'autrichien Gerry Saurer devient tacticien  au Kenya  et travaille avec l'équipe nationale kenyane. L'Autrichien construit Harambee Stars  et est le responsable des moins de 21 ans. Ainsi,  Omollo est recruté parmi d'autres grands kenyans comme Francis 'killer' Oduor, Peter Mwololo, Vincent Kwarula, Allan Odhiambo, Tony Lwanga et bien d'autres.

### Carrières

#### En club
Omollo commence sa carrière professionnelle senior.  Il entame  sa carrière dans la première ligue kényanne au club Breweries FC en 1990.  En 1992, il rejoint le club Gor Mahia FC pendant deux saisons puis retourne  à son anncienne équipe Breweries FC . Omollo aide  l'équipe Breweries à atteindre la finale de la Coupe d'Afrique des vainqueurs de coupe de 1994. En 1992, Gormahia  convaint son défunt père Dishon Omollo que K'ogallo est le chemin à suivre.
Il joue pour Gor jusqu'en 1994, puis retourne au  Kenya Breweries après avoir remporté la Premère  Llgue kenyanne en 1993. Il  joue pour le club Breweries FC au Kénya  jusqu'en 1996 où il remporte cette ligue.
Omollo va en Inde et signe un contrat avec le club East Bengal FC de Kolkata en 1996.  Ainsi,  il devient le premier footballeur kényan à jouer dans la ligue de football indienne de plus haut niveau. Gagnant  de médaille Rouge et Or, il remporte pour la deuxième fois deux fois la ligue indienne avec Calcutta Football et l' IFA Shield. Il quitte l'équipe  indienne en 1998  et rejoint le club  Mohun Bagan où il remporte à nouveau la CFL ainsi que le Shield.
Après son succès pendant deux saisons dans le football indien, il a rejoint Mohun Bagan sous la direction de Subrata Bhattacharya, où il signe autre contrat de trois saisons,. 
En 2001, il retourne au Kenya et rejoint à nouveau Gor Mahia en tant que joueur et en tant qu'entraîneur. 
Il est admis  à sa retraite avec quelques matchs internationaux remarquables à son actif.

#### En sélection
Il entame sa carrière au Kenya et  joue lors d'un match le 16 janvier contre le Sénégal .pour la Coupe d'Afrique des Nations 1992 .
Omollo compte à son actif un total de 20 apparitions internationales de la FIFA (à l'exception de 3 matchs hors FIFA) pour l' équipe nationale de football du Kenya.  Il représente son pays lors des matchs de qualification pour la Coupe du Monde de la FIFA 1994 entre 1992 et 1993.

## Parcours de sélectionneur
Après sa retraite  Omollo devient manager à temps plein . Il dirige  Mahakama à la Premier League kenyane . Il est nommé directeur de Tusker fin 2010. Pendant qu'il est Tusker FC, il remporte le titre de Premier League kenyane en 2011. 
Sa vie de coach a connu  de hauts et de bas de 2012 à 2015. Il entraîne le groupe Oserian Fastac, et SoNy Sugar qui sont dissouts. Plus tard, il rejoint les équipes de division inférieure et entraîne l'Université Zetech. À la suite des appels il rejoint son ancien club en Inde. 
Il  retourne à Kolkata et occupe le poste d'entraîneur adjoint où il dirige l'équipe East Bengal FC en I-League. Il remporte la League de football de Calcutta dans son role d'entraîneur, après l'avoir gagné en tant que joueur. il retourne en Inde  et fait la meme chose qu'au Kenya. 
Il  retourne au Kenya à la suite d'une mésentente avec la hiérarchie du club indien. En 2016,  Il s'installe finalement dans l'équipe de Premier League kenyane Posta Rangers. Il joue au niveau  du club pendant plusieurs années jusqu'en 2001 où il le renvoye du Posta Rangers en raison de ses mauvaises performances. 
En février 2021, Omollo  nomme  Gor Mahia,  le champion du Kenya, comme au poste d'entraîneur.
Le 10 janvier 2024, il  nomme entraîneur à la t^ete de l'équipe Shabana FC . 

## Palmarès

### Club
Gor Mahia
- Premier League kenyane

Champions (1): 1993
Tusker F.C.
- Premier League kenyane

Champions (2): 1994, 1996
East Bengal
- Coupe de la Fédération

Champions (1): 1996
- Bouclier IFA

Champions (2): 1994, 1995
- Coupe Durand

Champions (1): 1995
Mohun Bagan
- Ligue nationale de football

Champions (3): 1997–98, 1999–2000, 2001–02
- Coupe de la Fédération

Champions (2): 1998, 2001
- Coupe Durand

Champions (1): 2000
- Coupe des Rovers

Posta Rangers
Champions (1): 2000
- Bouclier IFA

Champions (2): 1998, 1998
- Coupe de la Fédération

Champions (1): 1996
Champions (1): 2001